# Páně & Uhelná pánev
Páně & Uhelná pánev – album czeskiej grupy muzycznej Umbrtka. Wydawnictwo ukazało się 2 lutego 2008 roku nakładem wytwórni płytowej Metal Swamp.

## Lista utworów
Opracowano na podstawie materiału źródłowego.
CD 1
1. Kam jen Kam
2. Bůh a Pán
3. Pán a smrt
4. Umbrtkova Luna svítí dětem
5. Masové hroby
6. Můj učitel je Umbrtka

CD 2
1. Tma v šachtě
2. Uhlí
3. Plzeň
4. Umbrtka Městodont - Rána paně Umbrtky
5. Umbrtka Doberoun - Kominový salám
6. Železný kruh
7. 50 let zpoždění
8. Privátní prachmatická praxe
9. Království páně Umbrtky

## Twórcy
- Lord Morbivod - śpiew, gitara, gitara basowa, instrumenty klawiszowe, programowanie perkusji, muzyka, teksty
- Strastinen - śpiew, gitara, gitara basowa
- Karl - śpiew, gitara
- Well - śpiew, gitara basowa, fortepian